# Сіеліто Ліндо

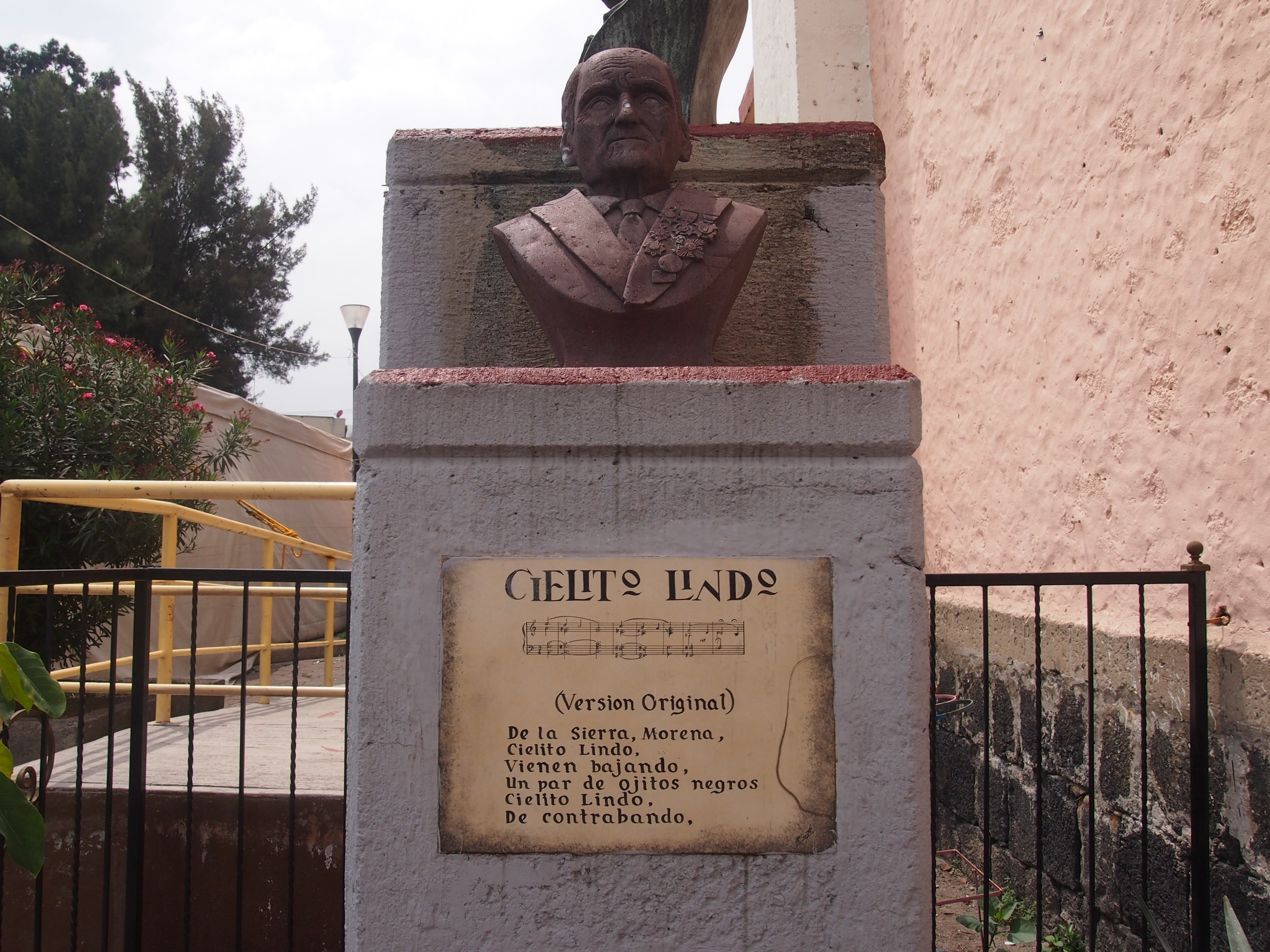
Бюст композитора Квіріно Мендоси-і-Кортеса з меморіальною дошкою, на якій зображено cлова пісні

«Cielito Lindo» — мексиканська народна пісня або копла, популяризована в 1882 році мексиканським автором Квіріно Мендоса-і-Кортес (бл. 1862–1957). Приблизно це перекладається як «милий». Хоча слово cielo означає «небо», це також термін ніжності, який можна порівняти з «милий» або «дорогий». Cielito, зменшувальне, можна перекласти як «солодкий»; lindo означає «милий», або «гарненький». Пісня широко відома за словами з приспіву «Canta y no llores» або просто як «Ay, Ay, Ay, Ay song».
Його часто грають гурти маріачі, він був записаний багатьма виконавцями оригінальною іспанською, а також англійською та іншими мовами, зокрема Тіто Гізаром, Педро Інфанте, Вісенте Фернандесом, Пласідо Домінго, Лучано Паваротті, Ертою Кітт, Менудо та Аною Габріель. Також пісня з'явилася в культовому мексиканському фільмі Los tres Garcia. Існують дебати щодо того, чи стосується текст пісні Сьєрра-Морена, гірського масиву на півдні Іспанії, чи гори з аналогічною назвою Сьєрра-де-Моронес у мексиканському штаті Сакатекас. Ця пісня стала відомою в Мексиці, особливо в мексиканських емігрантських громадах по всьому світу або для мексиканців, які відвідують міжнародні події, такі як Олімпійські ігри чи Чемпіонат світу з футболу.
Окрім того, пісня отримала популяризацію через гру «Red Dead Redemption 2». Де її виконує персонаж Хав'єр Ескуейа (Javier Escuella).

## Текст пісні
Лірична схема пісні відповідає кастильській класичній строфі, відомій як seguidilla, тобто сім рядків чергування семискладових і п'ятискладових віршів. Текст пісні сильно відрізняється від виконавця до виконавця, і кожен співак може додавати або видаляти деякі куплети для власної інтерпретації.
Найбільш відома пісня зі свого приспіву
"Ay, ay, ay, ay,
Canta y no llores,
Porque cantando se alegran,
cielito lindo, los corazones"

### Інше
У статті " ¡Hasta que me cayó el veinte! ",  Ортега обговорює походження першого куплету цієї пісні. Його дослідження виявили, що на початку 17 століття озброєні бандити ховалися в горах Сьєрра-Морена в Іспанії, і що люди боялися за своє життя, коли їм доводилося подорожувати регіоном. Слова першого куплету "Cielito Lindo" були знайдені в пісні тієї епохи, натякаючи на цей страх. Але з часом значення вірша змінилося, оскільки люди почали його романтизувати. «Твоє обличчя — це Сьєрра-Морена. Твої очі - це злодії, які там живуть». До куплету були додані інші мелодії та варіації на слова. Композитор Квіріно Мендоса адаптував куплет до власної мелодії та подарував нам пісню, яку ми знаємо сьогодні.
- Запис від 26 листопада 1926 року з мексиканського оркестру Tipica, матриця 20384A, Віктор [4]
- Карл Сендбург включив «Cielito Lindo» з іспанським текстом і аранжуванням для фортепіано (Альфред Г. Вотхолл) у свій «Американський пісенний мішок» 1927 року (сторінка 298) у розділ під назвою «Мексиканські прикордонні пісні».
- Нуар-трилер Ентоні Манна 1945 року «Великий Фламаріон» з Еріхом фон Штрогеймом, Мері Бет Г’юз і Деном Дюр’єа в головних ролях починається мексиканським водевілем «Cielito Lindo».
- У 1954 році Родольфо Бьяджі записав інструментальну версію пісні Tango.
- «Heavenly Night» — це англійська версія з адаптацією мелодії Sebastian Yradier і Neil Wilson. Бінг Кросбі записав її для свого альбому El Señor Bing [5] та багато інших співаків.
- У хіті Альми Коган 1957 року «You, Me, and Us» використано мелодію з «Cielito Lindo» з текстом англійською.
- Voodoo Glow Skulls, ска-панк-гурт із Каліфорнії, зробив кавер на свій альбом Éxitos al Cabrón (1999).
- Педро Інфанте співав її в мексиканському фільмі 1947 року Los tres García. Він також виконав головну роль у фільмі.
- У 1942 році бразильська співачка Кармен Коста випустила знаменита версія пісні португальською мовою під назвою «Está Chegando a Hora» (Час настає).
- У 1963 році Тріні Лопес випустила дуже відомий  Іспанська версія пісні в його альбомі Trini Lopez at PJ's.
- У мультфільмі 1965 року «Кішки та синці» Спіді Гонзалес двічі співає пісню для самки миші, поки його переслідує кіт Сильвестр.
- У 1982 році популярний пуерториканський бойз-бенд Menudo зробив кавер на цю пісню лише для виступів у Мексиці. Нарешті він був випущений у 1983 році, але лише в альбомі Adiós Miguel.
- У 1989 році Хосе Фелісіано у своєму альбомі I'm Never Gonna Change. Його версія отримала премію Греммі за найкраще латиноамериканське поп-виконання.[6]
- Три тенори виконували цю пісню на багатьох своїх концертах. Співають перший і третій куплети, а потім двічі приспів.
- Інші іспанські версії включають версії: Irma Vila y su Mariachi та Los Lobos [7] разом із Лучано Паваротті та Хосе Каррерасом. У 2006 році його записала Ана Габріель.
- Є також інструментальні версії, зокрема Мантовані.
- Лідер гурту кубинської румби та актор Дезі Арназ кілька разів виконав приспів пісні в популярному американському телевізійному шоу «Я кохаю Люсі», в якому він зіграв разом зі своєю реальною дружиною Люсіль Болл.
- У четвертому епізоді сезону I Love Lucy «Ricky's Movie Offer» (1954) місіс. Трамбулл (Елізабет Паттерсон) співає пісню в останній сцені епізоду.
- Пісня «Річард Аллен Джордж. . . No, It's Just Cheez» від Less Than Jake закінчується співом про вуса під мелодію «Cielito Lindo».
- Іранський співак Мохсен Намджу включив її у свій третій альбом Oy. У його версії є співачка Голшифте Фарахані. У пісню він включив кілька віршів Шамлу та Румі.
- Лімеричні пісні часто написані на мелодію "Cielito Lindo".
- Діанна Дурбін, канадсько-американська співачка та актриса 1930-1940-х років, записала версію пісні іспанською мовою.
- А [[Тактовий розмір|Шаблон:Time signature]]</br> [[Тактовий розмір|Шаблон:Time signature]] адаптація була використана у фіналі 6-ї симфонії Шостаковича
- Реклама Fritos показала персонажа Frito Bandito, який співав версію пісні з іншим текстом. Багато мексиканців вважали це расистською образою їхньої культури.[8]
- Агент 99 (Барбара Фелдон) співає пісню в епізоді "Tequila Mockingbird" 1969 року Get Smart.
- Наспів на футбольній терасі у Великобританії 1970-х років: «Ай-ай-ай-ай, 《вставте тут назву команди》мотлох».
- В епізоді популярного дитячого серіалу Shining Time Station пісня була каверована гуртом Jukebox Band на чолі з Тіто Свінгом (озвучений Джонатаном Фріменом).
- Версія Маріачі Бандідо представлена у фільмі Дестіна Деніела Креттона «Короткостроковий термін 12» 2013 року.
- 31 грудня 2014 року Джефф Розенсток, колишній фронтмен нью-йоркської панк-групи Bomb The Music Industry!, випустив два записи "Cielito Lindo", швидку версію та повільну версію.
- Мелодія пісні була використана в окупованій нацистами Польщі в популярному вуличному співі «Teraz jest wojna» («Тепер йде війна»), який співали вуличні музиканти та рух опору.
- Інтерпретація композиції Ібрагіма Феррера під назвою «De Camino a la Vereda», що міститься в альбомі Buena Vista Social Club, містить алюзію на пісню.
- Ця пісня прозвучала в об’їзді «Mariachi Madness» з прем’єри The Amazing Race 28, де команди повинні були знайти, хто з учасників гурту імітував свій виступ під час пісні.[9] Подібне завдання та виконання також з’явилися в дев’ятому епізоді The Amazing Race China 3.[10]
- Пісня з’являється як колискова в 13 серії 2 сезону шоу Netflix One Day at a Time під назвою Not Yet.
- У відеогрі Red Dead Redemption 2 2018 року член мексиканської банди Хав’єр Ескуелла (озвучений Габріелем Слоєром) співає пісню, а решта банди приєднується до рефрену в розділі 4.
- 24 листопада 2020 року, щоб відсвяткувати маріачі, Google doodle випустив відео з піснею.
- Рейна Лей з Аризони співала це у 22-му сезоні The Voice на NBC на сліпому прослуховуванні та обрала Камілу Кабелло своїм тренером одразу після виступу.